# Noruega nos Jogos Olímpicos de Inverno de 2006
A Noruega mandou 74 competidores para os Jogos Olímpicos de Inverno de 2006, em Turim, na Itália. A delegação conquistou 19 medalhas no total, sendo duas de ouro, oito de prata e nove de bronze.
O biatleta Ole Einar Bjørndalen foi o norueguês com mais medalhas nesta edição com três no total, e o biatlo foi o esporte com mais medalhas, seis no total.

### 

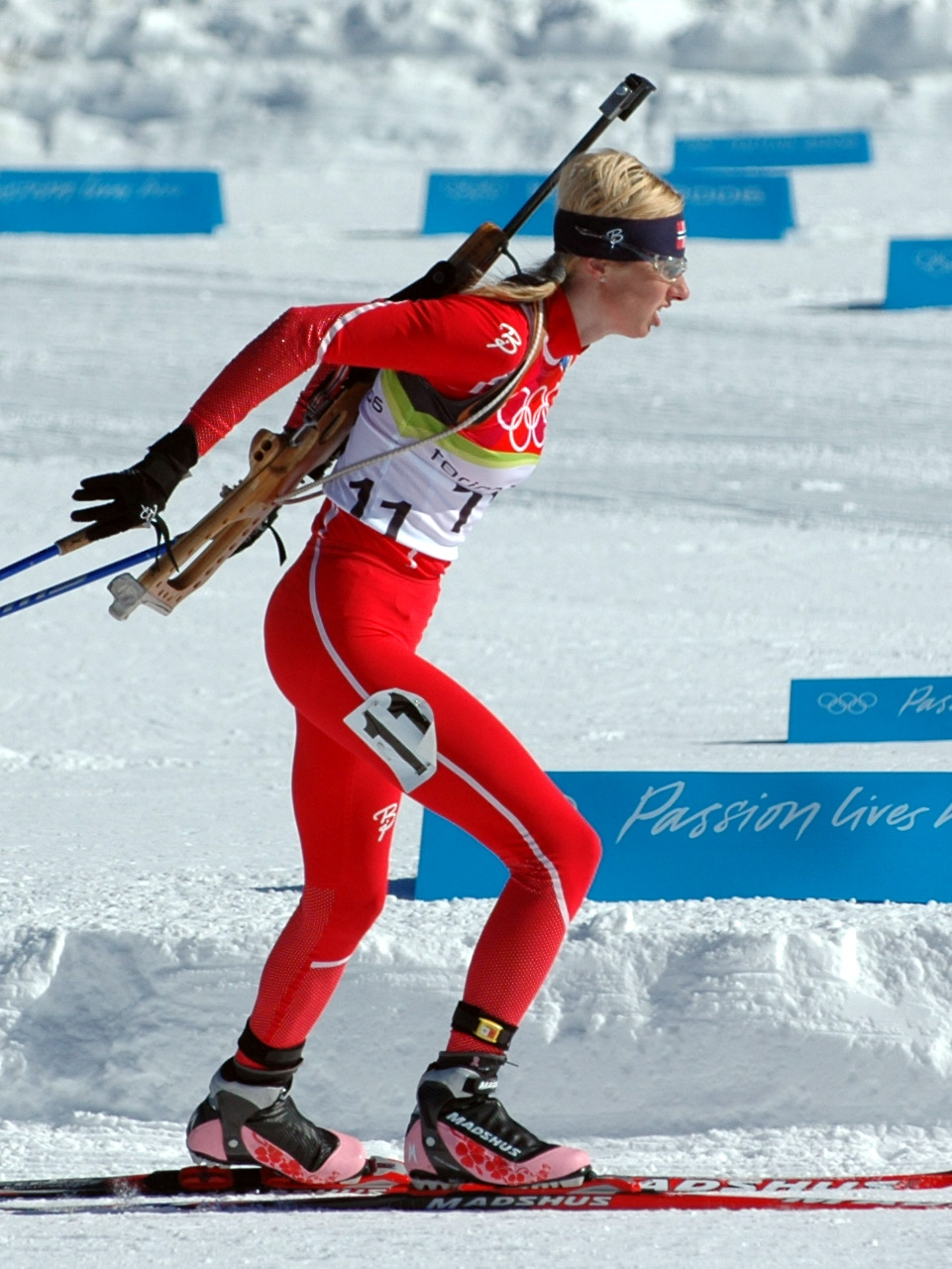
Gunn Margit Andreassen

## Medalhas
| Atleta                                                            | Esporte             | Evento                           | Medalha |
| ----------------------------------------------------------------- | ------------------- | -------------------------------- | ------- |
| Kjetil André Aamodt                                               | Esqui alpino        | Super-G masculino                | Ouro    |
| Lars Bystøl                                                       | Salto de esqui      | Pista normal individual          | Ouro    |
| Halvard Hanevold                                                  | Biatlo              | Velocidade masculino             | Prata   |
| Ole Einar Bjørndalen                                              | Biatlo              | Perseguição masculino            | Prata   |
| Ole Einar Bjørndalen                                              | Biatlo              | Individual masculino             | Prata   |
| Magnus Moan                                                       | Combinado nórdico   | Velocidade                       | Prata   |
| Frode Estil                                                       | Esqui cross-country | Perseguição combinada masculina  | Prata   |
| Marit Bjørgen                                                     | Esqui cross-country | Clássico feminino                | Prata   |
| Tor Arne Hetland Jens Arne Svartedal                              | Esqui cross-country | Velocidade por equipes masculino | Prata   |
| Kari Traa                                                         | Esqui estilo livre  | Moguls feminino                  | Prata   |
| Frode Andresen                                                    | Biatlo              | Velocidade masculino             | Bronze  |
| Ole Einar Bjørndalen                                              | Biatlo              | Largada coletiva masculina       | Bronze  |
| Halvard Hanevold                                                  | Biatlo              | Individual masculino             | Bronze  |
| Magnus Moan                                                       | Combinado nórdico   | Individual                       | Bronze  |
| Hilde Gjermundshaug Pedersen                                      | Esqui cross-country | Clássico feminino                | Bronze  |
| Roar Ljøkelsøy                                                    | Salto de esqui      | Pista normal individual          | Bronze  |
| Lars Bystøl                                                       | Salto de esqui      | Pista longa individual           | Bronze  |
| Lars Bystøl Bjørn Einar Romøren Tommy Ingebrigtsen Roar Ljøkelsøy | Salto de esqui      | Pista longa por equipes          | Bronze  |
| Kjersti Buaas                                                     | Snowboard           | Halfpipe feminino                | Bronze  |

## Desempenho

### Biatlo
| Atleta                                                                       | Evento                     | Final     | Final | Final             |
| Atleta                                                                       | Evento                     | Tempo     | Pen.  | Pos.              |
| ---------------------------------------------------------------------------- | -------------------------- | --------- | ----- | ----------------- |
| Frode Andresen                                                               | Velocidade masculino       | 26:31.3   | 1     | Medalha de bronze |
| Frode Andresen                                                               | Perseguição masculino      | 36:16.97  | 6     | 6                 |
| Frode Andresen                                                               | Largada coletiva masculina | 49:03.6   | 6     | 19                |
| Frode Andresen                                                               | Individual masculino       | 57:10.2   | 3     | 15                |
| Gunn Margit Andreassen                                                       | Individual feminino        | 59:04.3   | 6     | 60                |
| Tora Berger                                                                  | Velocidade feminino        | 24:05.8   | 1     | 23                |
| Tora Berger                                                                  | Perseguição feminino       | 40:44.82  | 3     | 18                |
| Tora Berger                                                                  | Largada coletiva feminina  | 45:23.2   | 3     | 25                |
| Tora Berger                                                                  | Individual feminino        | 52:53.4   | 2     | 13                |
| Ole Einar Bjørndalen                                                         | Velocidade masculino       | 27:25.5   | 3     | 11                |
| Ole Einar Bjørndalen                                                         | Perseguição masculino      | 35:22.96  | 6     | Medalha de prata  |
| Ole Einar Bjørndalen                                                         | Largada coletiva masculina | 47:32.3   | 3     | Medalha de bronze |
| Ole Einar Bjørndalen                                                         | Individual masculino       | 54:39.0   | 2     | Medalha de prata  |
| Stian Eckhoff                                                                | Velocidade masculino       | 27:48.0   | 2     | 16                |
| Stian Eckhoff                                                                | Perseguição masculino      | 38:00.28  | 6     | 21                |
| Stian Eckhoff                                                                | Individual masculino       | 57:11.8   | 3     | 16                |
| Gro Marit Istad Kristiansen                                                  | Velocidade feminino        | 24:34.0   | 1     | 40                |
| Gro Marit Istad Kristiansen                                                  | Perseguição feminino       | 43:41.59  | 7     | 40                |
| Liv Grete Skjelbreid Poirée                                                  | Velocidade feminino        | 23:20.0   | 2     | 12                |
| Liv Grete Skjelbreid Poirée                                                  | Perseguição feminino       | 39:03.43  | 4     | 6                 |
| Liv Grete Skjelbreid Poirée                                                  | Largada coletiva feminina  | 43:43.8   | 4     | 18                |
| Liv Grete Skjelbreid Poirée                                                  | Individual feminino        | 52:22.0   | 3     | 9                 |
| Linda Grubben                                                                | Velocidade feminino        | 23:48.5   | 1     | 19                |
| Linda Grubben                                                                | Perseguição feminino       | 40:19.89  | 4     | 15                |
| Linda Grubben                                                                | Largada coletiva feminina  | 42:46.5   | 3     | 14                |
| Linda Grubben                                                                | Individual feminino        | 56:47.8   | 6     | 50                |
| Halvard Hanevold                                                             | Velocidade masculino       | 26:19.8   | 0     | Medalha de prata  |
| Halvard Hanevold                                                             | Perseguição masculino      | 35:57.74  | 3     | 5                 |
| Halvard Hanevold                                                             | Largada coletiva masculina | 48:14.9   | 3     | 7                 |
| Halvard Hanevold                                                             | Individual masculino       | 55:31.9   | 2     | Medalha de bronze |
| Emil Hegle Svendsen                                                          | Largada coletiva masculina | 48:13.8   | 2     | 6                 |
| Halvard Hanevold Stian Eckhoff Frode Andresen Ole Einar Bjørndalen           | Revezamento masculino      | 1:23:03.6 | 11    | 5                 |
| Tora Berger Liv Grete Skjelbreid Poirée Gunn Margit Andreassen Linda Grubben | Revezamento feminino       | 1:19:34.4 | 14    | 5                 |

### Combinado nórdico
| Kristian Hammer                                           | Velocidade           | 94.3  | 41  | 2:06 | 20:08.1 +1:39.1 | 28                |
| Kristian Hammer                                           | Individual Gundersen | 183.0 | 44  | 5:18 | 44:50.8 +5:06.2 | 35                |
| Havard Klemetsen                                          | Velocidade           | 98.0  | 34  | 1:51 | 21:06.6 +2:37.6 | 40                |
| Havard Klemetsen                                          | Individual Gundersen | 229.0 | 15  | 2:14 | 43:00.5 +3:15.9 | 20                |
| Magnus Moan                                               | Velocidade           | 111.8 | 13  | 0:56 | 18:34.4 +5.4    | Medalha de prata  |
| Magnus Moan                                               | Individual Gundersen | 237.5 | 9   | 1:40 | 40:00.8 +16.2   | Medalha de bronze |
| Petter Tande                                              | Velocidade           | 118.2 | 5   | 0:30 | 18:59.1 +30.1   | 6                 |
| Petter Tande                                              | Individual Gundersen | 262.0 | 2   | 0:02 | 40:00.9 +16.3   | 4                 |
| Kristian Hammer Havard Klemetsen Magnus Moan Petter Tande | Equipes              | DNS   | DNS | DNS  | DNS             | DNS               |

### Curling
| Equipe                                                                         | Evento    | Preliminar                | Preliminar | Semifinal         | Final                                  | Pos.        |
| Equipe                                                                         | Evento    | Adversário Placar         | Pos.       | Adversário Placar | Adversário Placar                      | Pos.        |
| ------------------------------------------------------------------------------ | --------- | ------------------------- | ---------- | ----------------- | -------------------------------------- | ----------- |
| Dordi Nordby Marianne Haslum Marianne Rørvik Camilla Holth Charlotte Hovring   | Feminino  | USA Estados Unidos V 11-6 | 4          | SWE Suécia D 4-5  | Disputa do 3º lugar: CAN Canadá D 5-11 | 4           |
| Dordi Nordby Marianne Haslum Marianne Rørvik Camilla Holth Charlotte Hovring   | Feminino  | SWE Suécia V 11-3         | 4          | SWE Suécia D 4-5  | Disputa do 3º lugar: CAN Canadá D 5-11 | 4           |
| Dordi Nordby Marianne Haslum Marianne Rørvik Camilla Holth Charlotte Hovring   | Feminino  | SUI Suíça V 6-5           | 4          | SWE Suécia D 4-5  | Disputa do 3º lugar: CAN Canadá D 5-11 | 4           |
| Dordi Nordby Marianne Haslum Marianne Rørvik Camilla Holth Charlotte Hovring   | Feminino  | JPN Japão V 9-4           | 4          | SWE Suécia D 4-5  | Disputa do 3º lugar: CAN Canadá D 5-11 | 4           |
| Dordi Nordby Marianne Haslum Marianne Rørvik Camilla Holth Charlotte Hovring   | Feminino  | CAN Canadá D 8-10         | 4          | SWE Suécia D 4-5  | Disputa do 3º lugar: CAN Canadá D 5-11 | 4           |
| Dordi Nordby Marianne Haslum Marianne Rørvik Camilla Holth Charlotte Hovring   | Feminino  | ITA Itália V 9-7          | 4          | SWE Suécia D 4-5  | Disputa do 3º lugar: CAN Canadá D 5-11 | 4           |
| Dordi Nordby Marianne Haslum Marianne Rørvik Camilla Holth Charlotte Hovring   | Feminino  | GBR Grã-Bretanha V 8-4    | 4          | SWE Suécia D 4-5  | Disputa do 3º lugar: CAN Canadá D 5-11 | 4           |
| Dordi Nordby Marianne Haslum Marianne Rørvik Camilla Holth Charlotte Hovring   | Feminino  | DEN Dinamarca V 8-1       | 4          | SWE Suécia D 4-5  | Disputa do 3º lugar: CAN Canadá D 5-11 | 4           |
| Dordi Nordby Marianne Haslum Marianne Rørvik Camilla Holth Charlotte Hovring   | Feminino  | RUS Rússia D 8-10         | 4          | SWE Suécia D 4-5  | Disputa do 3º lugar: CAN Canadá D 5-11 | 4           |
| Pål Trulsen Lars Vågberg Flemming Davanger Bent Ånund Ramsfjell Torger Nergård | Masculino | USA Estados Unidos D 5-11 | 5          | Não avançou       | Não avançou                            | Não avançou |
| Pål Trulsen Lars Vågberg Flemming Davanger Bent Ånund Ramsfjell Torger Nergård | Masculino | SUI Suíça V 5-2           | 5          | Não avançou       | Não avançou                            | Não avançou |
| Pål Trulsen Lars Vågberg Flemming Davanger Bent Ånund Ramsfjell Torger Nergård | Masculino | SWE Suécia V 9-4          | 5          | Não avançou       | Não avançou                            | Não avançou |
| Pål Trulsen Lars Vågberg Flemming Davanger Bent Ånund Ramsfjell Torger Nergård | Masculino | GBR Grã-Bretanha D 3-6    | 5          | Não avançou       | Não avançou                            | Não avançou |
| Pål Trulsen Lars Vågberg Flemming Davanger Bent Ånund Ramsfjell Torger Nergård | Masculino | CAN Canadá D 5-6          | 5          | Não avançou       | Não avançou                            | Não avançou |
| Pål Trulsen Lars Vågberg Flemming Davanger Bent Ånund Ramsfjell Torger Nergård | Masculino | ITA Itália V 11-3         | 5          | Não avançou       | Não avançou                            | Não avançou |
| Pål Trulsen Lars Vågberg Flemming Davanger Bent Ånund Ramsfjell Torger Nergård | Masculino | FIN Finlândia D 3-7       | 5          | Não avançou       | Não avançou                            | Não avançou |
| Pål Trulsen Lars Vågberg Flemming Davanger Bent Ånund Ramsfjell Torger Nergård | Masculino | NZL Nova Zelândia V 9-6   | 5          | Não avançou       | Não avançou                            | Não avançou |
| Pål Trulsen Lars Vågberg Flemming Davanger Bent Ånund Ramsfjell Torger Nergård | Masculino | GER Alemanha V 5-2        | 5          | Não avançou       | Não avançou                            | Não avançou |

### Esqui alpino
| Atletas             | Evento                   | Final      | Final      | Final      | Final   | Final           |
| Atletas             | Evento                   | 1ª Corrida | 2ª Corrida | 3ª Corrida | Total   | Pos.            |
| ------------------- | ------------------------ | ---------- | ---------- | ---------- | ------- | --------------- |
| Kjetil Andre Aamodt | Downhill masculino       |            |            |            | 1:49.88 | 4               |
| Kjetil Andre Aamodt | Super-G masculino        |            |            |            | 1:30.65 | Medalha de ouro |
| Kjetil Andre Aamodt | Combinado masculino      | DNS        | DNS        | DNS        | DNS     | DNS             |
| Hans-Petter Buraas  | Slalom masculino         | DNF        | DNF        | DNF        | DNF     | DNF             |
| Kjetil Jansrud      | Slalom gigante masculino | 1:19.32    | DNS        | DNS        | DNS     | DNS             |
| Kjetil Jansrud      | Combinado masculino      | 1:41.55    | 46.02      | 44.75      | 3:12.32 | 10              |
| Lasse Kjus          | Downhill masculino       |            |            |            | 1:50.64 | 14              |
| Lasse Kjus          | Super-G masculino        |            |            |            | 1:31.79 | 14              |
| Lasse Kjus          | Slalom gigante masculino | 1:18.73    | 1:20.58    |            | 2:39.31 | 18              |
| Lasse Kjus          | Combinado masculino      | 1:39.63    | DNF        | DNF        | DNF     | DNF             |
| Lars Myhre          | Slalom masculino         | DNF        | DNF        | DNF        | DNF     | DNF             |
| Bjarne Solbakken    | Downhill masculino       |            |            |            | 1:51.72 | 29              |
| Bjarne Solbakken    | Super-G masculino        |            |            |            | 1:32.90 | 26              |
| Bjarne Solbakken    | Slalom gigante masculino | 1:19.15    | 1:20.46    |            | 2:39.61 | 20              |
| Aksel Lund Svindal  | Downhill masculino       |            |            |            | 1:50.90 | 21              |
| Aksel Lund Svindal  | Super-G masculino        |            |            |            | 1:31.10 | 5               |
| Aksel Lund Svindal  | Slalom gigante masculino | 1:17.10    | 1:18.96    |            | 2:36.06 | 6               |
| Aksel Lund Svindal  | Slalom masculino         | 54.97      | DNF        | DNF        | DNF     | DNF             |
| Aksel Lund Svindal  | Combinado masculino      | 1:39.26    | DNF        | DNF        | DNF     | DNF             |

### Esqui cross-country
| Atleta                                                                                   | Evento                           | Preliminares | Preliminares | Quartas | Quartas | Semifinal   | Semifinal   | Final          | Final             |
| Atleta                                                                                   | Evento                           | Total        | Pos.         | Total   | Pos.    | Total       | Pos.        | Total          | Pos.              |
| ---------------------------------------------------------------------------------------- | -------------------------------- | ------------ | ------------ | ------- | ------- | ----------- | ----------- | -------------- | ----------------- |
| Jan Egil Andresen                                                                        | Perseguição combinada masculina  |              |              |         |         |             |             | 1:19:29.8      | 27                |
| Jan Egil Andresen                                                                        | Largada coletiva masculina       |              |              |         |         |             |             | 2:08:43.7      | 41                |
| Anders Aukland                                                                           | Clássico masculino               |              |              |         |         |             |             | 39:53.6        | 20                |
| Anders Aukland                                                                           | Perseguição combinada masculina  |              |              |         |         |             |             | 1:19:30.6      | 28                |
| Marit Bjørgen                                                                            | Clássico feminino                |              |              |         |         |             |             | 28:12.7        | Medalha de prata  |
| Marit Bjørgen                                                                            | Perseguição combinada feminina   |              |              |         |         |             |             | DNF            | DNF               |
| Marit Bjørgen                                                                            | Velocidade individual feminino   | 2:16.38      | 17 Q         | 2:16.8  | 4       | Não avançou | Não avançou | Não avançou    | 18                |
| Frode Estil                                                                              | Clássico masculino               |              |              |         |         |             |             | 39:39.6        | 16                |
| Frode Estil                                                                              | Perseguição combinada masculina  |              |              |         |         |             |             | 1:17:01.4      | Medalha de prata  |
| Frode Estil                                                                              | Largada coletiva masculina       |              |              |         |         |             |             | 2:07:06.1      | 28                |
| Tord Asle Gjerdalen                                                                      | Perseguição combinada masculina  |              |              |         |         |             |             | 1:17:36.2      | 18                |
| Tord Asle Gjerdalen                                                                      | Largada coletiva masculina       |              |              |         |         |             |             | 2:06:26.2      | 15                |
| Ella Gjømle                                                                              | Largada coletiva feminina        |              |              |         |         |             |             | 1:28:28.2      | 29                |
| Ella Gjømle                                                                              | Velocidade individual feminino   | 2:16.02      | 13 Q         | 2:15.7  | 2 Q     | 2:16.4      | 4           | Final B 2:18.2 | 6                 |
| Ola Vigen Hattestad                                                                      | Velocidade individual masculino  | 2:17.26      | 12 Q         | 2:23.1  | 1 Q     | 2:29.0      | 5           | Não avançou    | 9                 |
| Tor Arne Hetland                                                                         | Largada coletiva masculina       |              |              |         |         |             |             | 2:07:36.2      | 33                |
| Tor Arne Hetland                                                                         | Velocidade individual masculino  | 2:17.91      | 15 Q         | 2:26.1  | 2 Q     | 2:43.2      | 5           | Não avançou    | 10                |
| Odd-Bjørn Hjelmeset                                                                      | Clássico masculino               |              |              |         |         |             |             | 40:31.3        | 28                |
| Trond Iversen                                                                            | Velocidade individual masculino  | 2:16.25      | 7 Q          | 2:22.5  | 4 Q     | Não avançou | Não avançou | Não avançou    | 17                |
| Johan Kjølstad                                                                           | Velocidade individual masculino  | 2:15.11      | 3 Q          | 2:20.2  | 1 Q     | 2:27.1      | 4           | Final B 2:25.6 | 7                 |
| Hilde Gjermundshaug Pedersen                                                             | Clássico feminino                |              |              |         |         |             |             | 28:14.0        | Medalha de bronze |
| Hilde Gjermundshaug Pedersen                                                             | Perseguição combinada feminina   |              |              |         |         |             |             | 43:40.5        | 10                |
| Hilde Gjermundshaug Pedersen                                                             | Velocidade individual feminino   | 2:17.17      | 23 Q         | 2:19.1  | 6       | Não avançou | Não avançou | Não avançou    | 28                |
| Kristin Størmer Steira                                                                   | Clássico feminino                |              |              |         |         |             |             | 28:21.0        | 4                 |
| Kristin Størmer Steira                                                                   | Perseguição combinada feminina   |              |              |         |         |             |             | 43:06.8        | 4                 |
| Kristin Størmer Steira                                                                   | Largada coletiva feminina        |              |              |         |         |             |             | 1:22:40.8      | 4                 |
| Kristin Mürer Stemland                                                                   | Clássico feminino                |              |              |         |         |             |             | 29:20.5        | 12                |
| Kristin Mürer Stemland                                                                   | Perseguição combinada feminina   |              |              |         |         |             |             | 44:59.2        | 19                |
| Kristin Mürer Stemland                                                                   | Largada coletiva feminina        |              |              |         |         |             |             | 1:27:05.9      | 24                |
| Jens Arne Svartedal                                                                      | Clássico masculino               |              |              |         |         |             |             | 41:32.4        | 45                |
| Tor Arne Hetland Jens Arne Svartedal                                                     | Velocidade por equipes masculino |              |              |         |         | 17:22.1     | 1 Q         | 17:03.5        | Medalha de prata  |
| Marit Bjørgen Ella Gjømle                                                                | Velocidade por equipes feminino  |              |              |         |         | 17:14.4     | 1 Q         | 16:48.1        | 4                 |
| Jens Arne Svartedal Odd-Bjørn Hjelmeset Frode Estil Tore Ruud Hofstad                    | Revezamento masculino            |              |              |         |         |             |             | 1:44:56.3      | 5                 |
| Kristin Størmer Steira Hilde Gjermundshaug Pedersen Kristin Mürer Stemland Marit Bjørgen | Revezamento feminino             |              |              |         |         |             |             | 55:21.8        | 5                 |

### Esqui estilo livre
| Atleta          | Evento          | Preliminar | Preliminar | Final  | Final            |
| Atleta          | Evento          | Pontos     | Pos.       | Pontos | Pos.             |
| --------------- | --------------- | ---------- | ---------- | ------ | ---------------- |
| Ingrid Berntsen | Moguls feminino | 22.45      | 14 Q       | 19.84  | 19               |
| Kari Traa       | Moguls feminino | 24.06      | 7 Q        | 25.65  | Medalha de prata |

### Patinação de velocidade
Individual
| Atleta                | Evento            | 1ª corrida | 1ª corrida | 2ª corrida | 2ª corrida | Final    | Final |
| Atleta                | Evento            | Tempo      | Pos.       | Tempo      | Pos.       | Tempo    | Pos.  |
| --------------------- | ----------------- | ---------- | ---------- | ---------- | ---------- | -------- | ----- |
| Petter Andersen       | 1000 m masculino  |            |            |            |            | 1:10.38  | 18    |
| Petter Andersen       | 1500 m masculino  |            |            |            |            | 1:47.15  | 7     |
| Annette Bjelkevik     | 1500 m feminino   |            |            |            |            | 2:01.03  | 17    |
| Annette Bjelkevik     | 3000 m feminino   |            |            |            |            | 4:17.57  | 37    |
| Hedvig Bjelkevik      | 1500 m feminino   |            |            |            |            | 2:02.16  | 26    |
| Havard Bokko          | 1500 m masculino  |            |            |            |            | DNF      | DNF   |
| Eskil Ervik           | 5000 m masculino  |            |            |            |            | 6:26.91  | 10    |
| Eskil Ervik           | 10000 m masculino |            |            |            |            | 13:37.62 | 11    |
| Mikael Flygind-Larsen | 1000 m masculino  |            |            |            |            | 1:10.13  | 14    |
| Mikael Flygind-Larsen | 1500 m masculino  |            |            |            |            | 1:47.28  | 8     |
| Oystein Grodum        | 5000 m masculino  |            |            |            |            | 6:24.21  | 8     |
| Oystein Grodum        | 10000 m masculino |            |            |            |            | 13:12.58 | 4     |
| Maren Haugli          | 1500 m feminino   |            |            |            |            | 2:01.22  | 19    |
| Maren Haugli          | 3000 m feminino   |            |            |            |            | 4:12.50  | 15    |
| Maren Haugli          | 5000 m feminino   |            |            |            |            | 7:06.08  | 8     |
| Lasse Saetre          | 5000 m masculino  |            |            |            |            | 6:25.15  | 9     |
| Lasse Saetre          | 10000 m masculino |            |            |            |            | 13:12.93 | 5     |
| Even Wetten           | 1000 m masculino  |            |            |            |            | 1:10.57  | 23    |
| Even Wetten           | 1000 m masculino  |            |            |            |            | 1:47.78  | 10    |

Perseguição por equipes
| Atleta                                                                         | Evento                            | Preliminar | Preliminar | Quartas                      | Semifinal                | Final                                             | Final |
| Atleta                                                                         | Evento                            | Tempo      | Pos.       | Adversário Tempo             | Adversário Tempo         | Adversário Tempo                                  | Pos.  |
| ------------------------------------------------------------------------------ | --------------------------------- | ---------- | ---------- | ---------------------------- | ------------------------ | ------------------------------------------------- | ----- |
| Eskil Ervik, Oystein Grodum, Lasse Saetre, Havard Bokko, Mikael Flygind-Larsen | Perseguição por equipes masculino | 3:49.55    | 4          | GER Alemanha (4) V 3:47.81   | CAN Canadá (1) D 3:47.81 | Disputa do bronze NED Países Baixos (3) V 3:45.96 | 4     |
| Annette Bjelkevik Hedvig Bjelkevik Maren Haugli                                | Perseguição por equipes feminino  | 3:06.34    | 2          | JPN Japão (7) D Ultrapassado | DNF                      | Disputa de 7º-8º CHN China (8) V 3:06.20          | 7     |

### Salto de esqui
| Atleta                                                                 | Evento                  | Preliminar | Preliminar | 1ª rodada | 1ª rodada | Final  | Final | Final             |
| Atleta                                                                 | Evento                  | Pontos     | Pos.       | Pontos    | Pos.      | Pontos | Total | Pos.              |
| ---------------------------------------------------------------------- | ----------------------- | ---------- | ---------- | --------- | --------- | ------ | ----- | ----------------- |
| Lars Bystoel                                                           | Pista normal individual | 0.0        | PQ         | 131.0     | 6 Q       | 135.5  | 266.5 | Medalha de ouro   |
| Lars Bystoel                                                           | Pista longa individual  | 129.2      | 6 PQ       | 121.5     | 5 Q       | 129.2  | 250.7 | Medalha de bronze |
| Roar Ljoekelsoey                                                       | Pista normal individual | 120.5      | 10 PQ      | 132.0     | 5 Q       | 132.5  | 264.5 | Medalha de bronze |
| Roar Ljoekelsoey                                                       | Pista longa individual  | 114.1      | 10 PQ      | 127.8     | 3 Q       | 115.0  | 242.8 | 4                 |
| Sigurd Pettersen                                                       | Pista normal individual | DSQ        | DSQ        | DSQ       | DSQ       | DSQ    | DSQ   | DSQ               |
| Sigurd Pettersen                                                       | Pista longa individual  | 115.9      | 2 Q        | 106.3     | 17 Q      | 96.2   | 202.5 | 24                |
| Bjoern Einar Romoeren                                                  | Pista normal individual | 118.0      | 12 PQ      | 125.5     | 15 Q      | 122.5  | 248.0 | 15                |
| Bjoern Einar Romoeren                                                  | Pista longa individual  | 120.9      | 8 PQ       | 121.8     | 4 Q       | 116.4  | 238.2 | 7                 |
| Lars Bystoel Bjoern Einar Romoeren Tommy Ingebrigtsen Roar Ljoekelsoey | Pista longa por equipes |            |            | 452.4     | 3 Q       | 497.7  | 650.1 | Medalha de bronze |

### Skeleton
| Atleta         | Evento   | Final      | Final      | Final   | Final |
| Atleta         | Evento   | 1ª corrida | 2ª corrida | Total   | Pos.  |
| -------------- | -------- | ---------- | ---------- | ------- | ----- |
| Desiree Bjerke | Feminino | 1:00.92    | 1:01.70    | 2:02.62 | 9     |

### Snowboard
Halfpipe
| Atleta           | Evento             | Preliminar | Preliminar | Preliminar | Preliminar | Final       | Final       | Final             |
| Atleta           | Evento             | Pontos     | Pos.       | Pontos     | Pos.       | 1ª corrida  | 2ª corrida  | Pos.              |
| ---------------- | ------------------ | ---------- | ---------- | ---------- | ---------- | ----------- | ----------- | ----------------- |
| Frederik Austbo  | Halfpipe masculino | 29.2       | 18         | 13.0       | 32         | Não avançou | Não avançou | 38                |
| Kjersti Buaas    | Halfpipe feminino  | 19.2       | 21         | 41.9       | 2 Q        | (40.9)      | 42.0        | Medalha de bronze |
| Halvor Lunn      | Halfpipe masculino | 24.2       | 25         | 26.4       | 24         | Não avançou | Não avançou | 30                |
| Kim Christiansen | Halfpipe masculino | 31.0       | 16         | 5.1        | 35         | Não avançou | Não avançou | 41                |

Legenda
| Recorde mundial      | Recorde mundial (World record)               |                       | Recorde africano                      | Recorde africano (African) |                                           | Q | Classificado por posição (Qualified) |
| Recorde olímpico     | Recorde olímpico (Olympic record)            | Recorde da América    | Recorde da América (Americas)         | q                          | Classificado por melhor tempo (Qualified) |   |                                      |
| Melhor marca do ano  | Melhor marca do ano (World leading)          | Recorde asiático      | Recorde asiático (Asian)              | DNS                        | Não largou (Did not start)                |   |                                      |
| Recorde nacional     | Recorde nacional (National record)           | Recorde europeu       | Recorde europeu (European)            | DNF                        | Não terminou (Did not finish)             |   |                                      |
| Recorde pessoal      | Recorde pessoal do atleta (Personal best)    | Recorde da Oceania    | Recorde da Oceania (Oceania)          | DSQ / DQ                   | Desclassificado (Disqualified)            |   |                                      |
| Recorde da temporada | Recorde da temporada do atleta (Season best) | Recorde sul-americano | Recorde sul-americano (South America) | NM                         | Sem marca (No mark)                       |   |                                      |